# Потребительские свойства
Потребительское свойство товара - это свойство товара, проявляющееся при его использовании потребителем в процессе удовлетворения потребностей. Потребительские свойства могут быть указаны в маркировке.
Потребительские свойства — есть категория в основе своей объективно-аналитическая. Методами специальных дисциплин (химия, механика, биология, и т. п.) определяются элементный состав товара, его эксплуатационные характеристики, воздействие на человека и среду и пр., обобщаемые в синтетическом, интегральном показателе качества. На основе тех или иных существенных качеств разрабатываются классификации, которые кладутся в основу научных исследований процесса товародвижения, формирования ассортимента и т. п.